# Cadillac XT4
El Cadillac XT4 es un vehículo deportivo utilitario del segmento D producido por General Motors bajo su marca de lujo Cadillac desde el año 2018.
Se sitúa por debajo del XT5, y tiene entre sus rivales al Alfa Romeo Stelvio, el Audi Q5, el BMW X3, el Jaguar F-Pace, el Land Rover Discovery Sport, el Lexus NX, el Mercedes-Benz Clase GLC, el Porsche Macan y el Volvo XC60.
Entre otras características cabe destacar las siete opciones de personalización interior y el novedoso sistema de asistencia de frenado electro-hidráulico, siendo el primer modelo de la firma en usarlo. Este modelo es el primer SUV compacto de la firma estadounidense y el tercero en emplear la nueva nomenclatura de la firma, tras el CT6 y el XT5.
Este modelo hizo su debut en el Salón del Automóvil de Nueva York el 27 de marzo de 2018.
Para su llegada a Europa en 2019, el motor disponible inicialmente será de 2.0 litros y 4 cilindros desarrollando 240 CV de potencia acompañado de un sistema conocido también como TriPower que consiste en la desactivación selectiva de dos cilindros, acoplado a una transmisión automática de nueve velocidades.
Se fabrica en la planta que tiene General Motors en Fairfax, Kansas.